# Oliver Pöpsel
Oliver Reinhold Pöpsel (* 6. April 1973 in Lippetal) ist ein deutscher Politiker der CDU und seit März 2025 Mitglied des Deutschen Bundestages.

## Leben
Oliver Pöpsel besuchte von 1979 bis 1983 die Grundschule St. Ida in Herzfeld und anschließend bis 1993 das Gymnasium Schloss Overhagen. Nach dem Abitur leistete er von 1993 bis 1994 seinen Zivildienst beim Landschaftsverband Westfalen-Lippe. Von 1995 bis 1997 absolvierte er eine Ausbildung bei der DBV Versicherungen in Münster. Es folgten Weiterbildungen zum Finanzierungsspezialisten und Fachmann für betriebliche Altersvorsorge im Jahr 1998.
Beruflich war Pöpsel von 1999 bis 2009 in der Bezirksdirektion der DBV-Winterthur tätig und von 2009 bis 2014 in der Bezirksdirektion der GOTHAER. Seit 2014 ist er Geschäftsführer der AXA Regionaldirektion Oliver Pöpsel GmbH.

## Politik
Pöpsel engagiert sich seit vielen Jahren in der Kommunalpolitik. Von 1999 bis 2004 war er sachkundiger Bürger der CDU Lippetal. Seit 2004 ist er Ratsmitglied in der Gemeinde Lippetal. 2009 wurde er in den Kreistag des Kreises Soest gewählt, wo er seit 2014 den Vorsitz des Ausschusses für Regionalentwicklung innehat. Seit 2020 ist er zudem Kommissionsvorsitzender des Wettbewerbs „Unser Dorf hat Zukunft“ sowie Aufsichtsratsvorsitzender der Wirtschaftsförderungsgesellschaft Kreis Soest GmbH. Im selben Jahr wurde er zum stellvertretenden Landrat des Kreises Soest gewählt.
Darüber hinaus ist Pöpsel seit 2015 Kreisvorsitzender der MIT im Kreis Soest und seit 2020 Mitglied im Landesvorstand der MIT Nordrhein-Westfalen.
Bei der Bundestagswahl 2025 kandidierte er als Direktmandat im Wahlkreis Soest. Er gewann diesen Wahlkreis mit 37,3 % der Erststimmen und wurde somit ab März 2025 Mitglied des Deutschen Bundestages.